# Seydun
Seydūn (farsi صیدون) è una città dello shahrestān di Baghmalek, circoscrizione di Seydun, nella provincia del Khūzestān. Aveva, nel 2006, una popolazione di 5.439 abitanti.